# Heinrich Haller
Heinrich Haller (* 13. September 1954 in Muri AG) ist ein Schweizer Biologe und ehemaliger Direktor des Schweizerischen Nationalparks.

## Leben
Heinrich Haller studierte Zoologie, Botanik sowie Geographie an der Universität Bern und erlangte 1978 das Lizentiat der Naturwissenschaften. 1982 promovierte er in Bern bei Prof. Urs Glutz von Blotzheim, 1991 habilitierte er im Forstwissenschaftlichen Fachbereich der Universität Göttingen. Haller war 1993 bis 1996 Konservator des Naturmuseums St. Gallen und von 1996 bis 2019 Direktor des Schweizerischen Nationalparks.
Als Wissenschaftler befasste sich Heinrich Haller mit Wildtieren, vor allem mit dem Steinadler und dem Luchs. Ein späterer Forschungsschwerpunkt betraf das Thema Wilderei im Grenzgebiet Schweiz–Italien–Österreich.
In Hallers Amtszeit als Direktor des Schweizerischen Nationalparks fielen die Integration der Seenplatte Macun (2000), die Errichtung eines neuen Nationalparkzentrums in Zernez (2008) sowie die Hundertjahrfeier des Nationalparks (2014) mit der Publikation des «Atlas des Schweizerischen Nationalparks».
Während diverser wildbiologischer Projekte wurde Heinrich Haller von Kolkraben begleitet. 2015 gelang es ihm durch ständige Anwesenheit, eine besonders vertrauensvolle Beziehung zu einem Kolkrabenpaar aufzubauen und dieses zu beobachten. Daraus entstand die Publikation «Der Kolkrabe – Totenvogel, Götterbote, tierisches Genie», erschienen im September 2022 im Haupt Verlag.
Dieser Band gab den unmittelbaren Anlass für ein neues Buch: «Der Wolf. Ein Grenzgänger zwischen Natur und Kultur» erschien im März 2025 im Haupt Verlag. Der Kolkrabe und der Wolf weisen viele Gemeinsamkeiten auf, nicht zuletzt das verbreitet zweifelhafte Image. Heinrich Haller war während seiner beruflichen Laufbahn eng mit der Rückkehr großer Beutegreifer befasst. Er dokumentierte sowohl das erstmalige Auftreten eines Wolfs im Nationalpark als auch die Entstehung von Wolfsrudeln in den Regionen Davos und Klosters. Seit seiner Pensionierung widmet er sich verstärkt der Wissensvermittlung, wobei er auch die Fotografie als Mittel der Kommunikation einsetzt.
Heinrich Haller ist verheiratet und Vater von drei Kindern. Ursina Haller und Christian Haller sind ehemalige Profi-Snowboarder.